# Nugent Sound
Nugent Sound är ett sund i Kanada.   Det ligger i provinsen British Columbia, i den sydvästra delen av landet, 3 800 km väster om huvudstaden Ottawa.
I omgivningarna runt Nugent Sound växer i huvudsak barrskog. Trakten runt Nugent Sound är nära nog obefolkad, med mindre än två invånare per kvadratkilometer.